# Carina Benninga
Carina Marguerite Benninga (ur. 18 sierpnia 1962 w Lejdzie) – holenderska hokeistka na trawie. Dwukrotna medalistka olimpijska.
W reprezentacji Holandii debiutowała w 1983. Brała udział w trzech igrzyskach (IO 84, IO 88, IO 92), dwa razy zdobywając medale: złoto w 1984 i brąz cztery lata później. Występowała w pomocy. Z kadrą brała udział m.in. w mistrzostwach świata w 1983 i 1990 (tytuły mistrzowskie, w 1986 z turnieju wykluczyła ją kontuzja) oraz kilku turniejach Champions Trophy i mistrzostw Europy. Łącznie w kadrze rozegrała 158 spotkań (25 goli), karierę zakończyła po szóstym miejscu w Barcelonie.
Hokeistą, medalistą olimpijskim, był także jej brat Marc. W 1992, jako pierwsza kobieta, była chorążym reprezentacji Holandii w czasie ceremonii otwarcia igrzysk.